# Lingue dell'Unione africana
Le lingue dell'Unione africana sono lingue usate dai cittadini degli stati membri dell'Unione africana (UA).

## Vista d'insieme
L'Unione africana ha definito le lingue dell'Africa come ufficiali, ed attualmente ne usa 6: inglese, francese, portoghese, spagnolo, arabo moderno standard e swahili (che, nell'Atto Costitutivo, viene nominato come "Kiswahili"). La prevalenza dell'arabo in molti Stati africani è dovuta all'espansione araba in Africa dal VII secolo, con conseguente arabizzazione delle popolazioni locali. Le lingue indo-europee sono state introdotte durante il periodo coloniale.
Nel 2001 l'UA ha creato l'ACALAN (African Academy of Languages) per armonizzare le varie lingue del continente e per la salvaguardia di quelle che sono sul punto di estinguersi. A questo fine l'UA dichiarò il 2006 Anno delle lingue africane. 